# 세류초등학교
세류초등학교는 대한민국 경기도 수원시 권선구 세류동에 있는 공립 초등학교이다.

## 학교 연혁
- 1937년 10월 8일 세류공립보통학교 개교(설립인가 9월 17일)
- 1938년 4월 1일 세류공립심상소학교 개칭
- 1941년 4월 1일 세류공립국민학교 개칭
- 1996년 3월 1일 세류초등학교(명칭 변경)
- 2010년 5월 31일 학교 숲 가꾸기 준공
- 2010년 8월 21일 방송실 스튜디오 리모델링 공사
- 2010년 11월 20일 외벽보수 리모델링
- 2011년 9월 1일 급식실 확장 및 현대화 공사
- 2014년 12월 11일 wee 클래스 설치
- 2017년 7월 31일 친환경 운동장 조성
- 2017년 10월 15일 개교 80주년 총동문 체육대회 개최
- 2021년 1월 12일 제79회 졸업(졸업생 119명, 총29.597명 졸업생 배출)
- 2021년 3월 1일 경기 혁신학교 지정(~2025.02 )
- 2021년 3월 2일 35학급 편성(특수학급2, 특별학급 1학급 포함)
- 2022년 1월 3일 제80회 졸업(졸업생 115명, 총 29,706명 졸업생 배출)
- 2022년 3월 1일 2022학년도 34학급 편성(특수 2학급, 특별 1학급 포함)
- 2023년 1월 10일 제81회 졸업(졸업생 125명, 총 29,837명 졸업생 배출)
- 2023년 3월 1일 제26대 김현숙 교장 부임
- 2023년 3월 1일 2023학년도 38학급 편성(특수 3학급,특별 1학급 포함)

## 참고 자료
- 세류초등학교 - 한국교육학술정보원 학교알리미

## 학교 상징
- 교화 : 장미

우리학교의 교화는 정열적이고 아름다움의 상징인 장미이다.
관목성의 화목으로 아름다운 꽃과 향기로 관상용과 향료용으로 재배해왔으며,
그리스 로마시대부터 현대에 이르기까지 사랑받고 있는 꽃이다.
- 교목 : 버드나무

우리학교의 교목은 버드나무이다.
푸른 버드나무처럼 주체적이고 적극적으로 생활하려는 학생들의 의지를 담고 있다.
버드나무는 버드나뭇과의 낙엽활엽 교목으로 높이는 20미터 정도이며 가늘고 긴 가지가 늘어진다.